# Sorin Anca

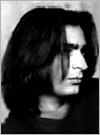

Sorin Anca (n. 7 august 1972, Poiana Galdei, județul Alba) este un poet, compozitor, grafician și artist plastic român cu domiciliul în Germania.

## Biografie
Sorin Anca a fost primul născut într-o familie de țărani. Copilăria și adolescența și-a petrecut-o la Berghin. Tatăl său a murit când el avea 10 ani. A urmat meseria tatălui său, ca mecanizator, dar acest lucru nu i-a adus nici un fel de satisfacții.
În anul 1990 a absolvit Liceul Agro-Industrial din Aiud.
După două încercări eșuate de „evadare” din România comunistă (una din ele sfârșind cu arestarea sa), în iunie 1990 reușește să ajungă în Germania și să se stabilească la Nürnberg, unde rămâne până în 1995. Se mută apoi la Königsbrunn, după care, în 2001, la Donauwörth.

## Activitatea de creație literară
Debutează, în 1997, cu volumul de versuri În numele tău, volum căruia i s-a decernat Premiul Salonului Național de Carte Cluj pentru debut.
Publică în diferite reviste literare: Rostirea Românească, Vatra, Argo, Columna, Observator Muenchen, Dorul, Arche Noah, Discobolul, Casa, Curierul Românesc, Lettre International, Unu, Transilvania, Poezia, Provincia Corvină... etc.
Este redactor fondator, împreună cu soția sa Claudia, al revistei de creație Galateea, în care publică autori români de pretutindeni.

## Activitatea de creație plastică
În anul 2000 a realizat primele lucrări de artă plastică și primele sculpturi.
În anul 2002, Sorin Anca a suferit o criză existențială (probleme de sănătate și o dramă familială). În această etapă a vieții a realizat cele mai semnificative lucrări, Îngerii. Unele din aceste lucrări au fost expuse în holul primăriei din Heidelberg.

## Lucrări publicate
- În numele tău (versuri), Editura Imago, Sibiu, 1997.
- Lumini prăpăstioase (versuri), Dachau, 1997.
- Lacrima pământului (haiku), Dachau, 1998.
- Nesfârșita naștere / Die entlose Geburt (versuri) ediție bilingvă română și germană, Editura Radu Bărbulescu, München, 1998.
- Zidirea de viu (versuri), Editura Arhipelag, Târgu-Mureș, 1999.
- Poeme / Gedichte, ediție bilingvă, Editura Radu Bărbulescu, München, 2000
- Pictopoeme (versuri/desen), volum colectiv cu Alexandru Lungu, Königsbrunn, 2001 (Editura Argo, Bonn  Arhivat în 30 septembrie 2007, la Wayback Machine.).
- Dincolo de aici (versuri), Königsbrunn, 2002.
- Nirosa - un anume fel (versuri), Editura galateea, Königsbrun, 2004.
- Nabellos (Fără buric) (versuri în limba germană), Editura Radu Bărbulescu, München, 2004.
- Wahn (Demență) (versuri în limba germană), Books on Demand, 2008.